# مورلند میل (کالیفرنیا)
مورلند میل (به انگلیسی: Moreland Mill) یک منطقهٔ مسکونی در ایالات متحده آمریکا است که در شهرستان کرن، کالیفرنیا واقع شده‌است. مورلند میل ۲٬۳۶۰ متر بالاتر از سطح دریا واقع شده‌است.